# Sciaphobus
Sciaphobus — род жесткокрылых семейства долгоносиков.

## Описание
Плечи надкрылий слабо намечены. Надкрылья сильно выпуклые сзади, без торчащих щетинок.

## Экология
Личинки развиваются в почве. Взрослые жуки вредители преимущественно плодовых деревьев и кустарников.

## Виды
Некоторые виды рода:
- Sciaphobus abbreviatus (Desbrochers, 1871)
- Sciaphobus balcanicus Apfelbeck, 1922
- Sciaphobus curvimanus Apfelbeck, 1922
- Sciaphobus dorsualis (Gyllenhal, 1840)
- Sciaphobus globipennis Apfelbeck, 1922
- Sciaphobus heteromorphus Apfelbeck, 1922
- Sciaphobus megalopsis Apfelbeck, 1922
- Sciaphobus muelleri Penecke, 1928
- Sciaphobus paliuri Apfelbeck, 1908
- Sciaphobus polydrosinus Apfelbeck, 1922
- Sciaphobus rasus (Seidlitz, 1867)
- Sciaphobus reitteri (Stierlin, 1822)
- Sciaphobus scheibeli Apfelbeck, 1922
- Sciaphobus setosulus (Germar, 1824)
- Sciaphobus smaragdinus (Boheman, 1839)
- Sciaphobus subnudus (Desbrochers, 1892)
- Sciaphobus vittatus (Gyllenhal, 1834)